# 박용래
박용래(朴龍來, 1925년 8월 24일 ~ 1980년 11월 21일)는 대한민국의 시인이다.

## 생애
1925년 충청남도 논산 강경읍에서 태어났다. 1943년 강경상업학교를 수석으로 졸업하고 조선은행에 취직했다. 해방후 1946년에 호서중학교 교사로 부임하면서 1973년 고혈압 때문에 사임하기까지 교사로 일했다. 1980년 7월에 교통사고로 3개월간 입원 치료를 받았다가, 그해 11월 21일 오후 1시, 심장마비로 자택에서 별세했다. 충남문인협회장으로 장례식이 치러졌고, 1984년 대전 보문산공원에 시비가 세워졌다. 눈물을 하도 많이 흘려서 평소 시인과 가까이 지내던 소설가 이문구는 시전집《먼 바다》에 실린 〈박용래 약전〉에서 시인을 '눈물의 시인', '정한의 시인'이라고 명했다. 이문구는 또한 박용래가 “해거름녘의 두 줄기 눈물을 석잔 술의 안주로 삼았다”고 표현했다.

## 작품 활동
1955년 《현대문학》에 〈가을의 노래〉로 박두진의 첫 추천을 받고, 다음 해인 1956년에 〈黃土길〉〈땅〉으로 3회 추천을 완료하여 문단에 등단했다.
이밖에 《현대시학》 제정 제1회 작품상과 한국문학작가상 등을 수상하였다.

### 작품
- 《싸락눈》(삼애사, 1969)
- 《강아지풀》(민음사, 1975)
- 《白髮의 꽃대궁》(문학예술사, 1979)
- 사후에 나온 시전집《먼 바다》(창작과비평사, 1984)
- 박용래 산문집 《우리 물빛 사랑이 풀꽃으로 피어나면》(문학세계사, 1985)
- 한국 대표시인 100인 선집 《저녁눈》(미래사, 1991)
- 《박용래 시선》(지식을 만드는 지식, 2013)
- 시집 한국 대표명시선100 박용래 《일락서산에 개구리 울음》(시인생각, 2013)

## 수상
- 1961년 충청남도 문화상
- 1969년 현대시학사(現代詩學社)가 제정한 작품상 수상
- 1980년에 한국문학사(韓國文學社)가 제정한 한국문학작가상 수상

## 평가
최동호는 박용래의 서정시가 김소월, 김영랑, 박목월로 이어지는 서정시의 계보에서 한 걸음 더 나아가 자신을 끝없이 소거시켰다는 점, 그리고 정지용, 김광균의 모더니즘적 기법도 자기 나름의 독자적인 시작법으로 수용했다는 점에서 현대적인 면을 갖고 있는 서정시인이라고 평가했다.

최승호는 박용래가 근대에의 거부를 통해 궁핍의 미학과 제유의 수사학을 시작 방법으로 썼음을 밝히며 그런 염결의식으로 자존심을 지키고 근대와 타협하지 않으려는 것이 하나의 위대한 거부이자, 예술적 승리이기도 하다고 평했다. 그러나, 그것이 미약한 대안에 지나지 않는 것이며, 제유의 수사학으로는 근대의 폭력에 적극적으로 맞설 수가 없으므로 뒷 시대인 1970년대의 민중적 서정시가 지니는 은유의 수사학에 길을 비켜주지 않을 수 없었다고 한계를 명확히 밝혔다.

## 같이 보기
- 박용래 문학상